# سربانلر (صالح أباد)
سربانلر (بالفارسية: ساربانلر) هي قرية تقع في إيران في Salehabad Rural District. يقدر عدد سكانها بـ 342 نسمة بحسب إحصاء 2016.